# Petrocephalus keatingii
Petrocephalus keatingii är en fiskart som beskrevs av Boulenger, 1901. Petrocephalus keatingii ingår i släktet Petrocephalus och familjen Mormyridae. IUCN kategoriserar arten globalt som otillräckligt studerad. Inga underarter finns listade i Catalogue of Life.